# Kellia tsujitai
Kellia tsujitai is een tweekleppigensoort uit de familie van de Kelliidae. De wetenschappelijke naam van de soort is voor het eerst geldig gepubliceerd in 1959 door Habe.